# 대공위 시대

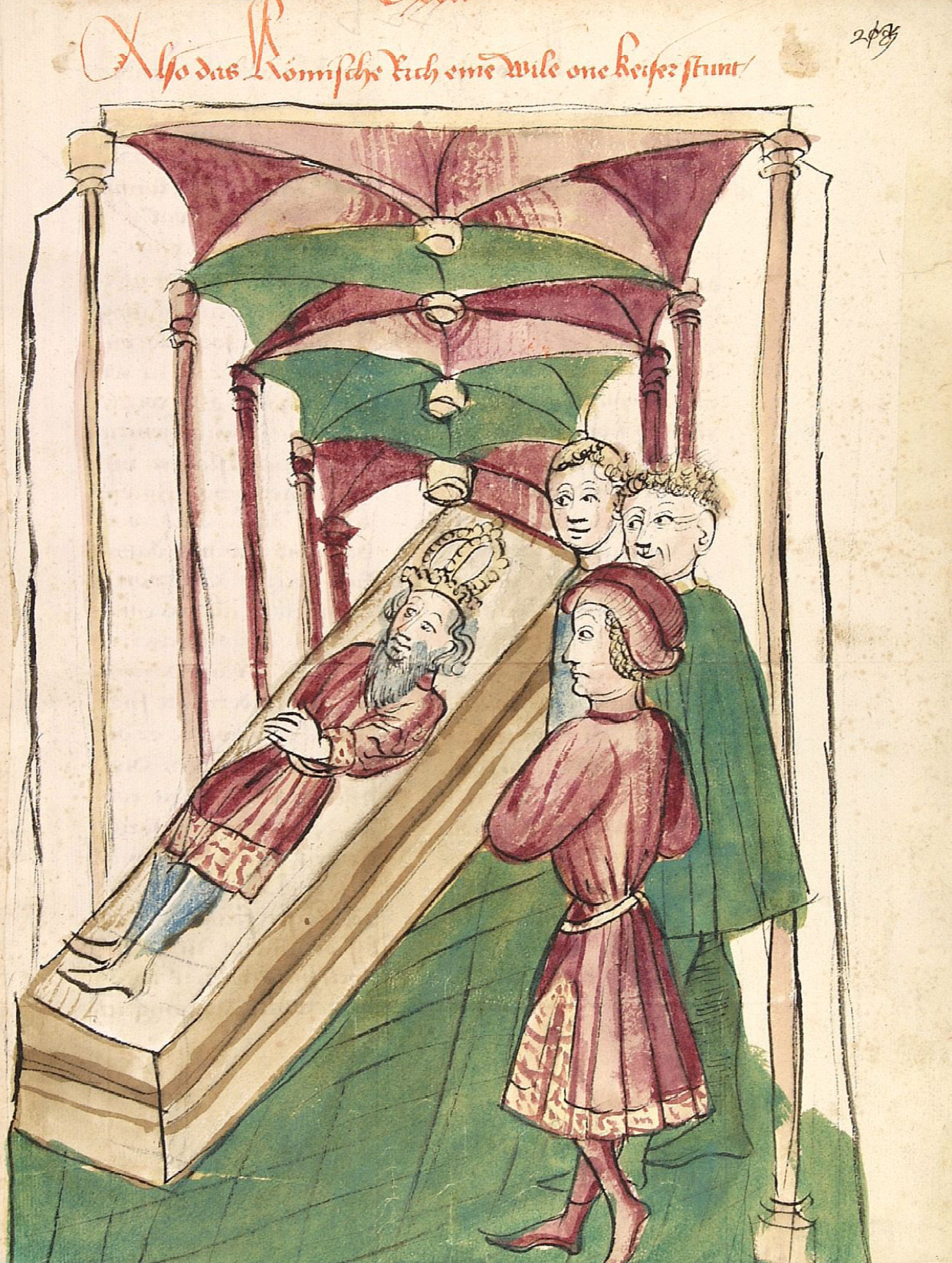

대공위 시대(Interregnum)는 독일 역사상 국왕(신성 로마 황제)의 추대가 제대로 행해지지 않은 기간(1254년 혹은 1256년 ~ 1273년)이다.
1254년 호엔슈타우펜 왕조가 단절되고, 1256년 대립왕 빌렘(Willem)이 죽자 정치 상황(Politische Situation)이 어지러워졌으며, 라인 지방의 제후(Prinzen)는 영국왕 헨리 3세의 영향 아래 헨리의 동생 리처드(Richard)를 추대하고, 다른 세력은 프랑스왕 루이 9세의 지지 밑에 카스티야왕 알폰소 10세를 옹립하여, 제위(Kaiser)는 사실상 공백상태가 되었다.
그러나 교황 그레고리오 10세의 요청으로 열린 프랑크푸르트 선제회의(Wahlkonferenz)에서 합스부르크가의 루돌프 1세를 황제로 뽑음으로써 대공위시대는 종결되었다

## 같이 보기
- 로마왕